# 1528 în literatură
- 1527 în literatură — 1528 în literatură — 1529 în literatură

Anul 1528 în literatură a implicat o serie de evenimente semnificative. 

## Eseuri
- Baldassare Castiglione (1478-1529) - Curtezanul ("Il cortegiano") (la Veneția)
- Erasmus din Rotterdam - "Dialogus Ciceronianus", ("Dialogul Ciceronian")

## Teatru
- Ludovico Ariosto - Le Nécromancien

## Poezie

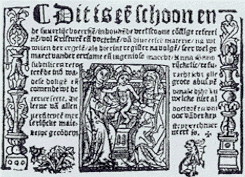
Refereinen 1528

- Anna Bijns (1493-1575, olandeză) : Refereinen.

## Decese
Format:1528